# Boivin (cratère)
Pour les articles homonymes, voir Boivin.
Boivin est le nom d'un cratère d'impact présent sur la surface de Vénus.
Le cratère a ainsi été nommé par l'Union astronomique internationale en 1994 en hommage à la sage-femme française et autrice d'ouvrages médicaux Marie Boivin.
Son diamètre est de 20,4 km. Il se situe dans la région du quadrangle de Devana Chasma (quadrangle V-29).